# Eilidh Doyle
Eilidh Doyle (nascida Child; Perth, 20 de fevereiro de 1987) é uma velocista e barreirista britânica, medalhista olímpica.

## Carreira
Doyle competiu nos Jogos Olímpicos Rio 2016, conquistando a medalha de bronze no revezamento 4x400 m.